# Shigemi Ishii
Shigemi Ishii (n. 7 iulie 1951) este un fost fotbalist japonez.

## Statistici
| Japonia | Japonia | Japonia |
| An      | Meciuri | Goluri  |
| ------- | ------- | ------- |
| 1974    | 4       | 0       |
| 1975    | 1       | 0       |
| 1976    | 0       | 0       |
| 1977    | 4       | 0       |
| 1978    | 0       | 0       |
| 1979    | 6       | 0       |
| Total   | 15      | 0       |